# Synagoge (Stommeln)

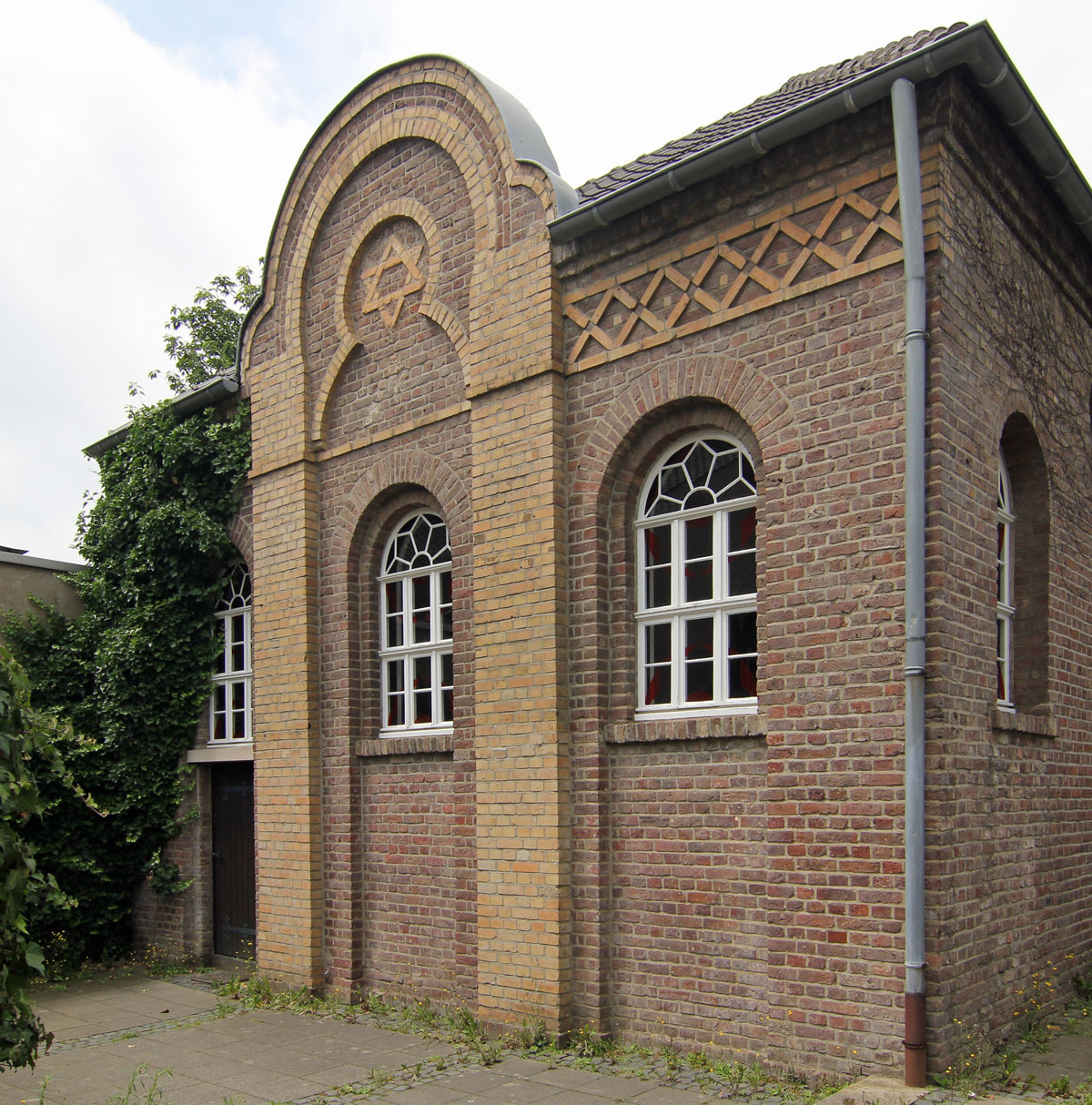
Synagoge in Stommeln (2011)

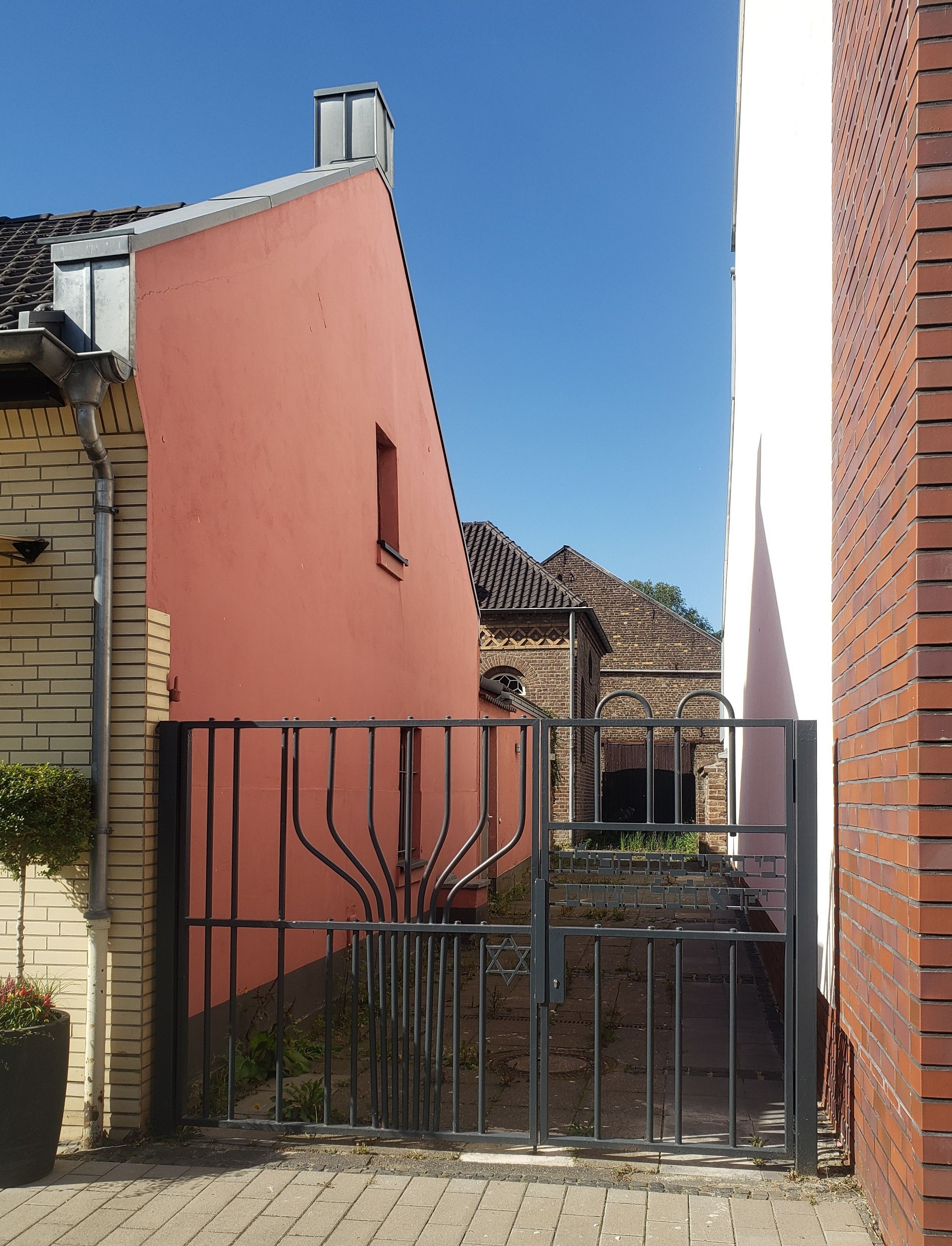
Tor zur Hofsynagoge mit Davidstern und stilisierter Menora (2022)

Die Synagoge in Stommeln, einem Stadtteil von Pulheim im Rhein-Erft-Kreis in Nordrhein-Westfalen, wurde 1881/1882 erbaut. Sie befindet sich in zweiter Reihe hinter dem Haus Hauptstraße 85. Das Gebäude blieb erhalten, weil es zu Beginn der 1930er Jahre außer Benutzung kam und dann verkauft wurde. Seit 1979 ist die ehemalige Synagoge als Denkmal geschützt und wird von der Stadt für kulturelle Veranstaltungen, insbesondere Kunstausstellungen, genutzt. Als eines der wenigen Synagogengebäude im ländlichen Kölner Raum ist die Synagoge Stommeln ein Denk- und Mahnmal für die jüdische Gemeinde Stommeln und das Schicksal aller deutschen Juden.

## Geschichte
Die jüdische Gemeinde Stommeln besaß ab 1831 ein erstes Bethaus. Da Moses Cahn, ihr Vorsteher, bald ein Grundstück und einen Geldbetrag zur Verfügung stellte, konnte 1832 eine erste Synagoge errichtet werden. Auch die Juden aus Sinnersdorf kamen zum Gottesdienst nach Stommeln.
Da die Gemeinde wuchs, ihre höchste Mitgliederzahl erreichte sie 1861 mit 78 Personen, musste eine größere Synagoge an gleicher Stelle gebaut werden. Sie wurde am 11. August 1882 feierlich eingeweiht. Im Zuge der Liberalisierung zogen viele Mitglieder in die Städte. Vermutlich 1926 übersiedelte der letzte Gemeindevorsteher nach Köln. Zu dieser Zeit konnten wohl schon keine Gottesdienste mehr gefeiert werden, da die Mindestzahl von zehn religionsmündigen Männern (Minjan) nicht mehr zustande kam.

## Zeit des Nationalsozialismus
Im Mai 1937 verkaufte die jüdische Gemeinde Köln als Rechtsnachfolgerin das Synagogengebäude an den benachbarten Landwirt, der es als Schuppen nutzte. Der Verkauf an ihn wurde eingefädelt, um die Synagoge zu retten. Der Davidstern an der Fassade wurde mit Mörtel überdeckt, und der Käufer verpflichtete sich, das Gebäude aus Rücksicht auf seine sakrale Vergangenheit nicht als Viehstall zu nutzen.
Als am 10. November 1938 SA-Männer das Gebäude anzünden wollten, wies der Besitzer darauf hin, dass es sich bei dem Gebäude, welches sich nun in seinem Besitz befand, nicht mehr um eine Synagoge handele. Er hatte das Gebäude rechtzeitig als „Vorratslager“ gefüllt. So rettete er das Gebäude vor dem Vandalismus der SA und dem Abriss. Nach dem Krieg wurde das Gebäude der jüdischen Gemeinde zurückgegeben.

## Architektur
Die Synagoge hat eine Grundfläche von etwa 43 m², und auf der Westseite befindet sich eine Frauenempore mit circa 11 m². Der aus Feldbrandstein errichtete Bau mit einem Walmdach besitzt an der südlichen Seite eine Schaufassade, die neoromanische Stilelemente aufweist, so einen durch gelbe Backsteine abgesetzten Mittelrisalit mit rundbogigem Giebelabschluss, in dessen Mitte sich der Davidstern befindet, ebenso drei Rundbogenfenster und ein Rautenfries unter dem Dachgesims. Unter dem linken Rundbogenfenster befindet sich eine schmale und schmucklose Eingangstür. Der Toraschrein in der Mitte der Ostwand war flankiert von zwei Fenstern und überhöht von einem kleinen Dreiviertelfenster.

## Heutige Nutzung
1979 kaufte die Gemeinde Pulheim das ehemalige Synagogengebäude und ließ es bis 1983 umfassend renovieren. Am 2. Oktober 1983 fand die Übergabe des Gebäudes an die Öffentlichkeit statt. Es wurde zunächst ins städtische Kulturprogramm einbezogen mit besinnlichen und kulturellen Veranstaltungen. Der damals in Stommeln lebende Künstler Jochen Vetter installierte 1984 mit Freunden eine 10-tägige Hör- und Seh-Werkstatt unter dem Titel „Hören Sehen Staunen“, die 1985 wiederholt wurde.
1990/1991 entwickelte der Künstler W. Gies zusammen mit dem damaligen Kulturdezernenten Gerhard Dornseifer das Ausstellungsprojekt „Synagoge Stommeln“. Seit 1991 findet einmal jährlich eine Ausstellung eines international angesehenen Künstlers statt, die die allgegenwärtige Geschichte des Ortes reflektiert. Bisher waren folgende Künstler beteiligt:
- 1991 Jannis Kounellis
- 1992 Richard Serra
- 1993 Georg Baselitz
- 1994 Mischa Kuball
- 1995 Eduardo Chillida
- 1996 Maria Nordman
- 1997 Carl Andre
- 1998 Rebecca Horn
- 1999 Erich Reusch
- 2000 Giuseppe Penone
- 2001 Roman Signer
- 2002 Lawrence Weiner
- 2003 Rosemarie Trockel
- 2004 Richard Long
- 2005 Sol LeWitt
- 2006 Santiago Sierra[3]
- 2007 Max Neuhaus[3]
- 2008 Maurizio Cattelan[4]
- 2009 Olaf Metzel
- 2010 Daniel Buren[3]
- 2014 Gregor Schneider: Hauptstraße 85a
- 2015 Tony Cragg
- 2016 Walid Raad & SITU Studio – Projekt für die Synagoge Stommeln. Those that are near. Those that are far.
- 2018: Franz Erhard Walther. Zwei Körperformen GELB.
- 2019: Alfredo Jaar. Lament of the images
- 2025: Olaf Nicolai. Ein ungedeuteter Traum ist wie ein ungelesener Brief